# Hurones

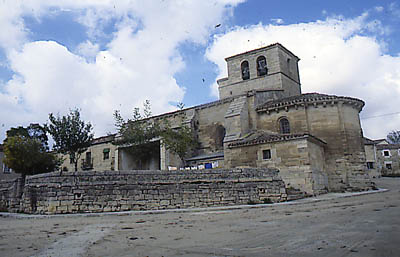
Hurones – Iglesia de Santiago Apóstol

Hurones ist ein Ort und eine nordspanische Landgemeinde (municipio) mit nur noch 53 Einwohnern (Stand: 2024) im nördlichen Zentrum der Provinz Burgos in der Autonomen Gemeinschaft Kastilien-León.

## Lage und Klima
Der Ort Hurones liegt in der kastilischen Hochebene (meseta) ca. 11 km (Fahrtstrecke) nordöstlich der Provinzhauptstadt Burgos in einer Höhe von ca. 870 m. Das Klima ist gemäßigt bis warm; Regen (ca. 575 mm/Jahr) fällt übers Jahr verteilt.

## Bevölkerungsentwicklung
| Jahr      | 1857 | 1900 | 1950 | 2000 | 2018 |
| Einwohner | 219  | 195  | 162  | 58   | 65   |

Die Mechanisierung der Landwirtschaft, die Aufgabe bäuerlicher Kleinbetriebe und der damit einhergehende Verlust von Arbeitsplätzen haben seit der Mitte des 20. Jahrhunderts zu einem deutlichen Rückgang der Einwohnerzahlen geführt (Landflucht).

## Wirtschaft
Die Einwohner der Landgemeinde lebten jahrhundertelang als Selbstversorger von der Landwirtschaft. Wegen der Nähe zur Stadt Burgos war auch eine Vermarktung der überschüssigen Produkte möglich.

## Geschichte
Über die Ursprünge des Ortes ist so gut wie nichts bekannt. Keltische, römische, westgotische und selbst maurische Spuren fehlen. Im frühen 10. Jahrhundert wurde die Gegend von den Christen unter der Führung des Grafen Gonzalo Fernández zurückerobert (reconquista) und anschließend neu- oder wiederbesiedelt (repoblación); in dieser Zeit entstand wahrscheinlich der eng mit dem im Jahr 1837 eingemeindeten Nachbarort Las Mijaradas verbundene Ort.

## Sehenswürdigkeiten
- Die im frühen 13. Jahrhundert entstandene Kirche ist dem Apostel Jakobus d. Ä., dem Schutzpatron der Reconquista Spaniens, geweiht. Von der ursprünglichen Kirche ist lediglich die Apsis original erhalten; Langhaus und Glockenturm (campanario) sind spätere Hinzufügungen. Blickfang im einschiffigen Inneren der Kirche ist das spätbarocke Altarretabel (retablo) im Stil des Churriguerismus, in dessen Zentrum eine Reiterfigur Santiagos als Maurentöter (matamoros) zu sehen ist.
- Den Süden der Gemeinde quert eine gerade verlaufende Römerstraße.